# Красицкий, Франтишек Ксаверий
Граф Францишек Ксаверий Красицкий (пол. Franciszek Ksawery Krasicki; 10 июля 1774, Ксаверув — 25 апреля 1844, Леско) — польский генерал, участник восстания Костюшко, сторонник Наполеона, руководитель антиавстрийского восстания в санокской земле, защитник замка Санок в 1809 году, председатель Патриотического комитета, участник Ноябрьского восстания, наследник замка в Леско.

## Биография
Представитель польского дворянского рода Красицких герба Рогаля. Он родился 10 июля 1774 года в Ксаверуве в семье графа Антония Красицкого (1736—1800) и Розалии Харчевской (1736—1800).
У него сложилась давняя дружба с поэтом Винценты Полем. По его проекту он отреставрировал замок в Леско, которым впоследствии владел его сын Эдмунд Конрад Красицкий из Сечина.
Принимал участие в польско-русской войне 1792 года, сражался при Зеленцах, Борушковцах. За битву при Дубенке в 1792 году получил медаль за боевые заслуги «Virtuti Militari» и производство в прапорщики.
В 1794 году в качестве офицера (майора национальной кавалерии) участвовал в польском восстании под руководством Тадеуша Костюшко. Награжден золотым кольцом Защитника Отечества № 9.
В 1809 году в качестве майора гусар польской армии командовал в польско-австрийской войне, в том числе в июне в последней обороне замка Санок против австрийской армии.
В 1817 году он был членом Галицкого государства из числа магнатов.
Во время Ноябрьского восстания был председателем Комитета помощи Ноябрьскому восстанию в Галиции.
15 октября 1799 года во Львове женился на Юлии Терезе Вандалин-Мнишек (26 января 1777 — 8 июля 1845), дочери хорунжего великого коронного Юзефа Яна Мнишека (1742—1797) и Марианны Оссолинской (ок. 1731—1802).
Их сыновьями были Ксаверий Красицкий (1802—1843), который не создал семью, и Эдмунд Красицкий (1808—1894). Вместе со своей женой он унаследовал замок в Леско и расширил его для своего сына Эдмунда и его жены Аниелы, урожденной Бжостовской. Его внуками (детьми Эдмунда) были: Михал (1836—1917), Мария (1837—1855), Игнацы (1839—1924), Станислав (1842—1887).
Франтишек Ксаверий Красицкий скончался в Леско 24 или 25 апреля 1844 года.